# Donald Murray (Politiker)
Donald Murray JP (* 21. Oktober 1862; † 6. Juli 1923) war ein schottischer Politiker der Liberal Party.

## Leben
Murray wurde 1862 als Sohn von Allan Murray und Isabella geboren. Er besuchte die Free Church School in Stornoway und studierte dann an der Universität Glasgow sowie der Universität Aberdeen Medizin. Seine erste Anstellung erhielt Murray in der Apotheke von Alex Macpherson in Stornoway. Dort lernte er die Tochter des Inhabers, Janet Catherine Grace, kennen, die er 1889 ehelichte. Das Ehepaar zeugte fünf Kinder, zwei Söhne und drei Töchter.
Murray wurde zum Gesundheitsbeamten von Stornoway und Lewis sowie zum Schularzt für Lewis, Western Ross und Cromarty bestellt. Außerdem fungierte er als Justice of the Peace für Ross and Cromarty. Des Weiteren war Murray Vorsitzender des Schulausschusses von Stornoway sowie des Nicolson Institutes. Er verstarb im Jahre 1923.

## Politischer Werdegang
Bei den Unterhauswahlen 1918 bewarb sich Murray für die Liberal Party um das Mandat des neugeschaffenen Wahlkreises Western Isles. Er setzte sich gegen den Kandidaten der Coalition Liberals, William Cotts, mit einer Differenz von 390 Stimmen durch und zog erstmals in das britische Unterhaus ein. Bei den folgenden Wahlen kandidierte der zwischenzeitlich zum Baronet erhobene Cotts abermals gegen Murray. Cotts galt als Favorit William Lever, 1. Viscount Leverhulmes, des Eigentümers der Insel. Überraschend setzte sich Cotts mit einer Differenz von 939 Stimmen gegen Murray durch. Murray schied aus dem Unterhaus aus und trat zu keiner weiteren Wahl an. Als Gründe seiner Niederlage wurde sowohl Murrays fehlende Anbindung durch seine lange Abwesenheit infolge seiner parlamentarischen Tätigkeit genannt, als auch sein oppositionelles Verhalten zu Levers Plänen, die zunehmend Zustimmung unter den Inselbewohnern fanden.